# Белый Камень (Восточно-Казахстанская область)
Бе́лый Ка́мень (каз. Белый Камень) — село в Шемонаихинском районе Восточно-Казахстанской области Казахстана водит в состав Разинского сельского округа. Код КАТО — 636849200.

## География
Село расположено на северо-западе Шемонаихинского района, в 2 километрах к северо-востоку от административного центра сельского округа села Красная Шемонаиха, в 6 километрах к северу от районного центра города Шемонаиха. Ближайшая железнодорожная станция Шемонаиха — расположена в 9 километрах к юго-западу от села (по дороге — 15,2 км). Соседние населённые пункты: село Красная Шемонаиха в 2 километрах к юго-западу, Медведка в 6 километрах к востоку, Шемонаиха в 6 километрах к югу. Транспортное сообщение осуществляется автомобильной дорогой KF SH-03 «Подъезд к селу Белый Камень» (5 км). Высота центра населённого пункта — 399 метров над уровнем моря.

## Население
| Численность населения | Численность населения | Численность населения | Численность населения |
| 1989                  | 1999                  | 2009                  | 2021                  |
| --------------------- | --------------------- | --------------------- | --------------------- |
| 374                   | ↘307                  | ↘289                  | ↘152                  |